# مالیات پیش‌رونده

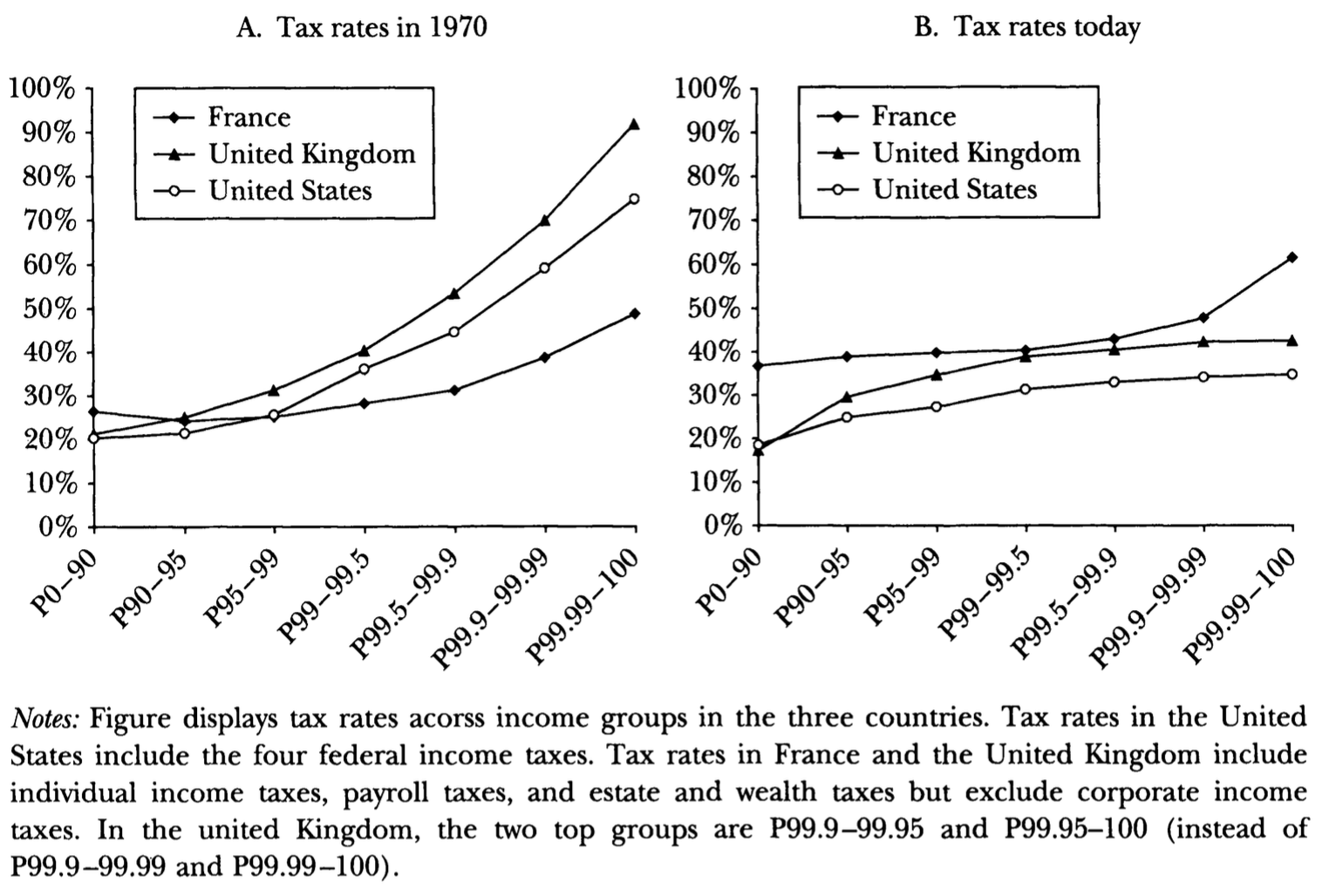
مالیات پیش‌رونده

مالیات پیش‌رونده یا مالیات تصاعدی (به انگلیسی: Progressive Tax) مالیاتی است که در آن نرخ مالیاتی همگام با میزان پایهٔ مالیاتی افزایش می‌یابد. این مالیات از اصل قدرت پرداخت تبعیت می‌کند.

## اصل قدرت پرداخت
اصلی که بیانگر قدرت پرداخت مالیات، با توجه به سطح درآمد یا دارایی شخص حقیقی یا حقوقی است. بسیاری از کشورها بر اساس این اصل، دستورالعمل‌های مالیاتی خود را به صورت پلکانی طراحی کرده‌اند، بدین صورت که شخص با درآمد بیشتر، درصد مالیاتی بالاتری را نسبت به شخص کم‌درآمدتر پرداخت می‌نماید.
به موجب اصل قدرت پرداخت مالیات باید براساس درآمد یا ثروت مالیات‌دهنده وضع و اخذ گردد. بعضی بر این اعتقادند که مالیات باید براساس منافع مستقیمی که مؤدی دریافت می‌کند اخذ شود. به موجب این اصل مالیات بر درآمد به صورت تصاعدی محاسبه و وصول می‌گردد. بدین معنی که داراتر مالیات بیشتری باید بپردازد.
از طرفی جدا از بحث مالیاتی، قدرت پرداخت یکی از عوامل تعیین‌کننده در اعطای تسهیلات نیز می‌باشد. در اعطای تسهیلات، قدرت پرداخت بر اساس درآمد شخص و مبلغ قسط پرداختی تعیین می‌شود. در این موارد از آن به عنوان قدرت بازپرداخت نیز یاد می‌شود.

## اثرات اقتصادی

### رشد اقتصادی
گزارشی منتشر شده توسط سازمان OECD در سال ۲۰۰۸ پژوهشی تجربی ارائه کرد که رابطه منفی ضعیفی بین تصاعدی بودن مالیات بر درآمد شخصی و رشد اقتصاد نشان می‌داد. ویلیام مکبراید از نویسندگان بنیاد محافظه کار مالیات، در توضیح این پژوهش بیان کرد که تصاعدی بودن مالیات بر درآمد می‌تواند سرمایه‌گذاری، ریسک پذیری، و نیروی کار بسیار مولد را تضعیف کند. بنا بر صندوق بین‌المللی پول، برخی اقتصادهای پیشرفته می‌توانند برای مقابله با نابرابری، بدون لطمه زدن به رشد، مادامی که تصاعدی بودن مفرط نشود، تصاعدی بودن را افزایش دهند. صندوق همچنین بیان می‌کند که میانگین بالاترین نرخ مالیات بردرامد برای اعضای OECD از ۶۲ درصد در سال ۱۹۶۱ به ۳۵ درصد در سال ۲۰۱۵ رسیده و علاوه بر آن نظام‌های مالیاتی کمتر از آنچه نرخ‌های قانونی نشان می‌دهد تصاعدی هستند چرا که افراد ثروتمند دسترسی بیشتری به معافیت مالیاتی دارند.